# Источная улица (Томск)
Исто́чная у́лица — улица в Томске. Пролегает от Татарской улицы до Московского тракта.

## История
Вдоль улицы ранее располагался водоём Исток (протока Томи), который и дал название улице. Позднее этот водоём частично пересох и превратился в ручьи Малый Исток и Большой Исток.
Улица имела ремесленный характер, здесь селились столяры, драпировщики, маляры. Имелась модная мастерская Р. Розенберг. До 1910 года работала казённая торговая баня.
В 1913 году на улице были открыты начальное двухклассное русско-татарское училище и бесплатная библиотека-читальня. В д. 10 жил Я. Х. Хурамшин — депутат Государственной Думы Российской империи I созыва от Уфимской губернии. В одном из домов улицы (№ 13 по нумерации того времени) в 1917 году находился исполнительный комитет Центрального Сибирского мусульманского совета.
В 1946 году был организован Томский областной архив (д. 2а), ставший центром исторических исследований.
В 1949 году объединена с Надысточной улицей.